# Ivy Williams
La Dra. Ivy Williams (Newton Abbot , 7 de septiembre de 1877 – Oxford, 18 de febrero de 1966) fue la primera mujer en formar parte del colegio de abogados de inglés y gales en mayo de 1922. Nunca ejerció, pero fue la primera mujer en enseñar derecho en una universidad británica.

## Biografía
Williams nació en Newton Abbot en Devon y se educó en casa. Sus padres eran Emma y George St Swithin Williams. Su padre era abogado. Su hermano Winter Williams se convirtió en abogado, pero murió en un accidente el 14 de julio de 1903.
Estudió derecho en la Society of Oxford Home Students (más tarde St Anne's College). En 1903, había finalizado todos los exámenes de derecho, pero las regulaciones vigentes sobre la capacidad de las mujeres en Oxford le impidieron matricularse o recibir las titulaciones correspondientes hasta que se reformó la legislación en 1920. Obtuvo un LLB de la Universidad de Londres en 1901 y un LLD de la misma universidad en 1903.
Después de que la Sex Disqualification (Removal) Act de 1919 entrara en vigor en diciembre de 1919, aboliendo la prohibición de que las mujeres se convirtieran en abogadas, se unió al Inner Temple como estudiante el 26 de enero de 1920 después de Theodora Llewelyn Davies. Ingresó en el Colegio de Abogados el 10 de mayo de 1922, habiendo recibido un certificado de honor (primera clase) en su examen final de barra en Michaelmas 1921 que la excusó de mantener dos períodos de cenas. Su llamada a la abogacía fue descrita por el Law Journal como "uno de los días más memorables en los largos anales de la profesión jurídica". Pronto fue seguida por otras mujeres, incluida Helena Normanton.
Williams no llegó a ejercer el derecho, pero enseñó derecho en la Society of Oxford Home Students desde 1920 hasta 1945. En 1923 se convirtió en la primera mujer en obtener el título de DCL (Doctora en Derecho Civil) en Oxford por su trabajo publicado, Las fuentes del derecho en el Código civil suizo. En 1956 fue elegida miembro honorario del St Anne's College, Oxford.
Disfrutaba del tenis, los viajes, la jardinería y la conducción. Aprendió a leer braille al comenzar a perder la vista en su vida posterior, y escribió una cartilla en braille que fue publicada por el Instituto Nacional de Ciegos del Reino Unido en 1948.
Murió en Oxford en 1966.
En 2020, la abogada Karlia Lykourgou creó la primera empresa dedicada a ofrecer ropa de corte para mujeres. Lo llamó Ivy & Normanton, en honor a Williams y Helena Normanton.
Existe una placa conmemorativa en su memoria en la que fue su casa en 12 King Edward Street, Oxford el 21 de septiembre de 2020.